# Eristalis crassipes
Eristalis crassipes är en tvåvingeart som först beskrevs av Friedrich Hermann Loew 1862.  Eristalis crassipes ingår i släktet slamflugor, och familjen blomflugor. Inga underarter finns listade i Catalogue of Life.